# Guerre de Vlora
 (septembre 2023).
La guerre de Vlora ou la guerre de 1920 (en Albanais : Lufta e Vlorës ou Lufta e Njëzetës ; en Italien : Guerra di Valona) était une série de batailles entre les forces italiennes en garnison dans la région de Vlorë dans la principauté d'Albanie (un protectorat italien) et les nationalistes albanais, qui étaient divisés en petits groupes de combattants. La guerre a duré trois mois jusqu'à l'armistice ; elle a eu un grand impact dans la lutte de l'Albanie pour la sauvegarde de ses territoires alors que les frontières et l'avenir de l'Albanie étaient discutés à la conférence de paix de Paris. La guerre de Vlora est considérée comme un tournant dans l'établissement de l'indépendance albanaise.

## Contexte
Avant d'entrer dans la Première Guerre mondiale en tant qu'allié de la Triple-Entente, le royaume d'Italie avait signé le traité secret de Londres : l'Italie promettait de déclarer la guerre à l'Allemagne et à l'Autriche-Hongrie dans un délai d'un mois en échange de certains gains territoriaux à la fin de la guerre. Les territoires d'Albanie promis à l'Italie étaient traités dans les articles 6 et 7 du traité:
Article 6 L'Italie reçoit la pleine souveraineté sur Valona, l'île de Saseno et le territoire environnant.....
Article 7 Ayant obtenu le Trentin et l'Istrie par l'article 4, la Dalmatie et les îles de l'Adriatique par l'article 5, ainsi que le golfe de Valona, l'Italie s'engage, au cas où un petit État autonome et neutralisé se formerait en Albanie, à ne pas s'opposer au désir éventuel de la France, de la Grande-Bretagne et de la Russie de répartir les districts nord et sud de l'Albanie entre le Monténégro, la Serbie et la Grèce. La côte sud de l'Albanie, de la frontière du territoire italien de Valona au Cap Stilos, doit être neutralisée. L'Italie se verra concéder le droit de conclure les relations étrangères de l'Albanie ; en tout état de cause, l'Italie sera tenue d'assurer à l'Albanie un territoire suffisamment étendu pour que ses frontières rejoignent celles de la Grèce et de la Serbie à l'ouest du lac Ochrida...
En 1920, les alliés de la conférence de paix de Paris n'avaient toujours pas pris de décision sur l'avenir de l'Albanie, mais les prétentions de l'Italie à la souveraineté sur Vlorë n'avaient jamais été sérieusement contestées. Le Premier ministre italien Francesco Saverio Nitti avait également espéré obtenir un mandat sur le reste du pays en vertu du traité secret de Londres.

## Ordres de bataille

### Ordre de bataille albanais
| Forces de Shullëri            | Commandant Kalo Telhai                         |
| Forces de Kutë                | Commandant Rrapo Çelo et Halim Rakipi          |
| Forces de Dukat               | Commandant Sheme Sadiku et Hodo Zeqiri         |
| Forces de Lumi i Vlorës       | Commandant Sali Vranishti                      |
| Forces de Fëngu               | Commandant Muço Aliu                           |
| Forces de Kanina              | Commandant Beqir Velo                          |
| Forces de Salari              | Commandant Selam Musai                         |
| Forces de Kurvelesh           | Commandant Riza Runa                           |
| Forces de Fterra              | Commandant Xhaferr Shehu                       |
| Forces de Mallakastër         | Commandant Bektash Çakrani et Halim Hamiti     |
| Forces de Skrapar             | Commandant Riza Kodheli                        |
| Forces de Berat               | Commandant Seit Toptani et Izedin Vrioni       |
| Forces de Peqin               | Commandant Adem Gjinishi                       |
| Forces de Gjirokastër         | Commandant Javer Hurshiti et Xhevdet Picari    |
| Forces de Çamëria             | Commandant Alush Seit Taka et Muharrem Rushiti |
| Forces de Korça               | Capitaine Ferit Frashëri et Tosun Selenica     |
| Forces de Tirana              | Capitaine Ismail Haki Kuçi                     |
| Volontaires albano-américains | Capitaine Aqif Përmeti et Kareiman Tatzani     |

### Ordre de bataille italien
| Vlorë-Zone de Kaninë                            | Centre du haut commandement des forces de la 36e division                                                                      | Commandant : Général Settimio Piacentini. Commandant de division : le général Emanuele Pugliese et son aide le général De Luca. |
| Kotë                                            | Centre routier, alimentaire et hospitalier. 4ème commandement d'artillerie mixte. Bataillon alpin, 72e bataillon d'infanterie. | Commandement des forces des Carabiniers. Commandant général Enrico Gotti, commandant de la garnison Cavallo Michele.            |
| Gjorm                                           | Centre d'une compagnie de mitrailleuses                                                                                        | Commandant capitaine Bergamaschi                                                                                                |
| Matohasanaj Castle                              | 72 infantry battalion, infantry regiment, 182nd mountain artillery section 70 mm.                                              | Commandant major |
| Tepelenë Castle                                 | Infantry battalion, 157th artillery section, carabinieri forces.                                                               | Commandant major Bronzini. |
| Llogara Pass                                    | Part of 35th battalion of 35th regiment of bersaglieri, 105th repart.                                                          | Commandant capitaine Boansea |
| Himarë                                          | Center of command of 35th regiment of bersaglieri.                                                                             | Commandant général Rossi, Colonel Manganeli.                                                                                    |
| Selenicë                                        | | Commandant major Guadalupi |
| Vlora Gulf                                      | Cuirassés "San Mario", "Bruceti", "Dulio", Alkina" Orion, torpilleur "Arcione".                                                | |
| Région d'Ujë i Ftohtë (périphérie sud de Vlorë) | Aviation forces | |
| Panaja                                          | Magasins centraux de l'armée italienne                                                                                         | |
| Vajzë                                           | Hôpital et le poste de commandement.                                                                                           | |

## Déroulement de la guerre

Illustration du drapeau hissé pendant la guerre

La guerre a commencé le 4 juin, après le refus du général italien Settimio Piacentini de remettre le district de Vlora au gouvernement albanais. L'Albanie avait auparavant forcé une grande partie de l'occupation italienne à quitter le pays, mais après que les demandes d'Ahmet Zogu, alors ministre de l'Intérieur de l'Albanie, de poursuivre l'évacuation aient été rejetées par l'Italie, les Albanais ont annoncé la création du Comité de défense nationale sous la direction de Qazim Koculi et ont commencé à rassembler des volontaires. Ahmet Lepenica est devenu le commandant en chef du détachement composé d'environ 4 000 hommes. Les insurgés albanais sont mal armés et tous ne portent même pas de fusil ; certains ne sont armés que de bâtons et de pierres. Dans et autour de Vlora se trouvaient environ 25 000 soldats italiens qui étaient stationnés dans la région avec de l'artillerie.
Les Albanais se sont engagés dans des combats dans la région de Vlora et bientôt les rebelles ont été renforcés par des volontaires de la région. Cela a augmenté la taille de la force à plus de 10 000 irréguliers, qui comprenait également la Banda e Vatrës, un groupe militaire albanais formé aux États-Unis qui a voyagé pendant 23 jours en bateau des États-Unis à Durrës. Cependant, au cours de la guerre, pas plus de 4 000 Albanais se sont engagés,. L'avancée des troupes albanaises ainsi que les mouvements révolutionnaires communistes et les émeutes au sein de l'armée en Italie ont rendu impossible l'envoi de renforts aux soldats italiens à Vlora,. Le moral des soldats italiens barricadés à l'intérieur de Vlora, sans ordres, avec la malaria et l'agitation communiste qui se répandait dans les rangs, s'est effondré,.
Le 2 août 1920, le protocole albano-italien est signé en vertu duquel l'Italie se retire d'Albanie. Cela mettait fin aux revendications italiennes sur Vlora et à un mandat sur l'Albanie, sauvant ainsi le territoire de l'État albanais d'une nouvelle partition. Un cessez-le-feu a été annoncé le 5 août, mettant fin à toutes les hostilités italo-albanaises.

## Armistice

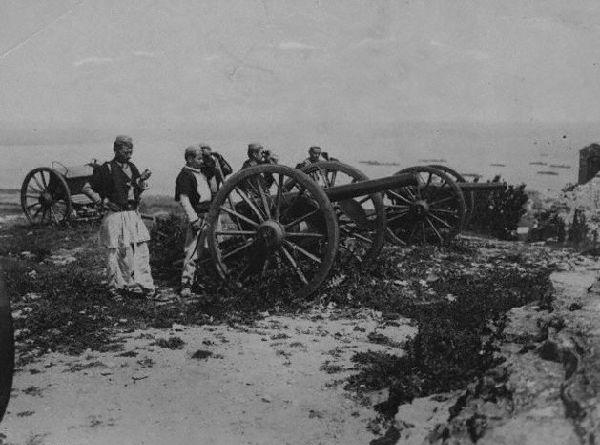
Canons italiens capturés par des irréguliers albanais pendant l'une des batailles.

Après trois mois de guerre, un accord d'armistice a été signé entre les gouvernements italien et albanais. Il comportait les principaux points suivants :
1. Le gouvernement italien reconnaissait complètement l'indépendance, l'intégrité territoriale et la souveraineté de l'Albanie, à l'intérieur des frontières définies en 1913 par la Conférence des ambassadeurs à Londres.
2. Le gouvernement italien renonçait à son protectorat proclamé en 1917 ainsi qu'à l'occupation et à # l'administration de Vlorë et de son arrière-pays, et renonçait à toute prétention contre l'Albanie et à toute ingérence dans les affaires politiques albanaises, et abandonnait l'idée d'un mandat sur le pays.
3. Le gouvernement italien a accepté de retirer son matériel de guerre de Vlorë et de son arrière-pays, d'évacuer toutes ses possessions sur le continent albanais, et de rapatrier à une date rapprochée les troupes italiennes actuellement stationnées à Vlorë et sur le littoral, ainsi que toutes ses forces encore présentes dans d'autres parties du territoire albanais, à l'exception de la garnison de l'île de Sazan à l'entrée de la baie de Vlorë ; L'Italie ne conservait la possession permanente que de l'île de Sazan, mais restait en occupation temporaire du cap Linguetta et du cap Treporti, qui dominent tous deux la baie de Vlorë, avec le droit de les fortifier ; le détachement de troupes de Shkodër devait également rester dans cette ville.
4. Il y aurait un échange de prisonniers, la libération des personnes arrêtées dans le cadre d'une amnistie générale mutuelle, et le règlement des questions en suspens concernant les intérêts privés des sujets albanais et italiens.

C'était le premier pacte diplomatique entre l'Albanie et une puissance étrangère. L'Albanie avait usé de toute son influence pour obtenir la reconnaissance totale et sans réserve par les puissances occidentales de l'indépendance de l'Albanie à l'intérieur des frontières de 1913. Benito Mussolini a qualifié l'échec italien à Vlora de "Caporetto albanais".

## Source
- (en) Cet article est partiellement ou en totalité issu de l’article de Wikipédia en anglais intitulé « Vlora War » (voir la liste des auteurs).